# Szuperheterodin rádiókészülék

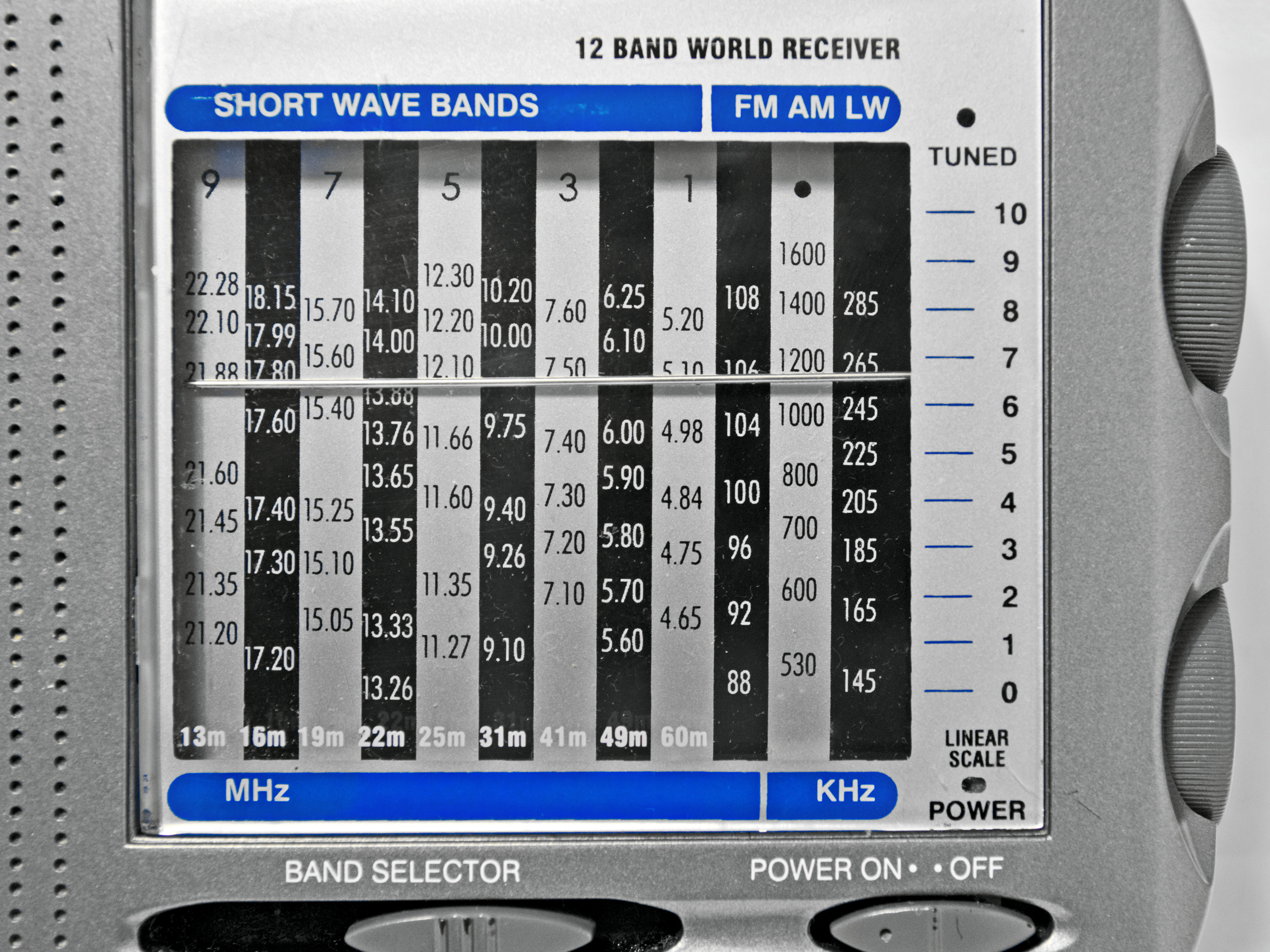
Szuperheterodin elven működő rádióvevő

A szuperheterodin rádiókészülék egy olyan rádiókészülék, ahol bemenő rádiójelet egy alacsonyabb, középfrekvenciájú jellé alakítják azáltal, hogy összekeverik a készüléken belüli, az oszcillátor által generált jellel. Ezt a középfrekvenciát könnyebb kezelni és erősíteni, mint a kezdeti rádiófrekvenciát.
Az egyenes vevők hiányosságának áthidalására találták ki a szuperheterodin elvet. Úgy kerülték ki a sok együtt hangolandó rezgőkör problémáját, hogy bevezettek egy úgynevezett középfrekvenciát (KF, angolul IF = intermediate frequency). Az összes szűrőkört és jelerősítőt erre a rögzített középfrekvenciára hangolják. A bejövő jel frekvenciáját pedig a lehető leghamarabb erre a frekvenciára keverik le.
A szuperheterodin rádiókészülékeket nevezik még szuper-rendszernek vagy frekvenciaváltós rendszernek is.
Szuperheterodin elven mind adó, mind vevőkészülékeket jelenleg is gyártanak, viszont egyre inkább kezdi kiszorítani az SDR alapú technológia. Mivel a digitális jelfeldolgozás felső határfrekvenciája napjainkban is korlátozott, így az SDR technológiát gyakran ötvözik a szuperheterodin rendszerrel. 
Szuperheterodin elven működnek a földfelszíni, kábel és műholdas televízió vevőkészülékek és adóberendezések nagy része is. 

## A szuperheterodin elv
Ha egy modulált jelet összekeverünk egy oszcillátorról jövő szinuszos jellel, előáll egy új vivőfrekvencia. Ez az újonnan előállt vivőfrekvencia nem tiszta szinuszos jel, hanem modulált rádiófrekvenciás jel, ahol a moduláló alapsávi jel megegyezik az eredetileg bejövő modulált jel moduláló alapsávi jelével. A keverés során csak a vivőfrekvencia változik meg, maga az átvitt információ változatlan marad.
A hordozófrekvencia megváltoztatása oly módon, hogy a moduláció változatlan marad. Ez történik pl. a frekvenciaváltó (szuperheterodin) vevőkészülékek keverőfokozatában is, amely a rádiófrekvenciás hordozófrekvenciát alakítja át a sokkal könnyebben felerősíthető és szűrhető középfrekvenciára.
Ezt a folyamatot nevezik még transzponálásnak, illetve frekvenciaátalakításnak is.

### Fizikai alapja
Ha U1 és U2 amplitúdójú, f1 és f2 frekvenciájú szinuszos jelet összekeverünk, akkor idő függvényében a kimenő feszültség amplitúdója a következő képlet szerint alakul:
{\displaystyle U_{ki}=U_{1}sin(\omega _{1}t)U_{2}sin(\omega _{2}t)={\frac {U_{1}U_{2}}{2}}(cos((\omega _{1}-\omega _{2})t)-cos((\omega _{1}+\omega _{2})t))}
vagyis az összekevert jel két komponenst tartalmaz, de azok az eredeti két jel frekvenciáitól eltérőek:
{\displaystyle f_{K1}=f_{1}+f_{2}}
{\displaystyle f_{K2}=f_{1}-f_{2}}
Attól függően, hogy a szuperheterodin készülékben melyik komponenst használjuk középfrekvenciaként, kétféle keverés lehetséges:
- ha a használt középfrekvenciánál az antennajel nagyobb frekvenciájú, akkor felső
- ha a használt középfrekvenciánál az antennajel kisebb frekvenciájú, akkor alsó

keverésről beszélünk.

## A szuperheterodin rendszer előnyei és hátrányai[3]

### A szuperheterodin rendszer előnyei
- A középfrekvenciát olyan nagyságúnak lehet megválasztani, amely frekvencián a szükséges erősítés és a szelektivitás a lehető legolcsóbb alkatrészekkel megvalósíthatóak.
- A behangolt középfrekvenciás köröket, sávszűrőket az állomásra hangolási folyamatnál nem szükséges utánhangolni. Így a középfrekvenciás erősítő akárhány hangolt kört tartalmazhat, hangoláskor nincs együttfutási probléma.
- Leegyszerűsítette a frekvenciamodulált jelek vételére alkalmas vevőkészülékeket, hiszen a frekvenciamodulált jelek demodulálása is egy vagy több hangolt kört tesz szükségessé, amit állomáskereséskor szintén egyszerre kell hangolni a nagyfrekvenciás erősítővel. Kereskedelmi forgalomba műsorszóró FM vételre alkalmas készülékek csak szuperheterodin kivitelben készültek.
- Nem szükséges, hogy a demodulátor előtti teljes erősítés ugyanazon a frekvencián történjen, ami nagy erősítésnél instabilitást okozna.
- Mivel az erősítés frekvenciája nem az antennakör frekvenciáján történik, így az erősített jel ha visszajut a készülék bemenetére, nem okoz gerjedést.
- Adóberendezéseknél az adási frekvenciától jóval kisebb frekvenciájú jelen történhet a moduláció, ami nagyobb frekvenciastabilitást ad.
- Adóberendezéseknél a bonyolult, több hangolt kört tartalmazó modulátorok (pl. SSB) rezgőköreit nem kell átállítani az adási frekvencia megváltoztatásával. A frekvenciamodulált jel előállítása is egyszerűbben megoldható kisebb frekvencián.

### A szuperheterodin rendszer hátrányai
Mivel a keverés során két középfrekvencia is létrejön, így keletkezik egy tükörfrekvencia. A szuperheterodin vevők egyik tulajdonsága, ha a tükörfrekvencián is van adóállomás, akkor annak a jele zavarja a venni kívánt adóállomás jelét. Minél nagyobb középfrekvenciát használ a vevőkészülék, annál kisebb ez a zavaró hatás. Az elnyomás mértéke a tükörszelektivitás, ennek számértéke minimum 200 (46dB) kell legyen. A jobb minőségű vevőkészülékeknél ez az érték 1000-2000 (60-66 dB) között van.

## A szuperheterodin rádiókészülékek felépítése

### A szuperheterodin rádiókészülékek legfontosabb szerkezeti elemei
- Antenna:
- Nagyfrekvenciás erősítő
- Helyi oszcillátor
- Hangolóegység
- Rádiófrekvenciás keverő
- Középfrekvenciás erősítő
- Demodulátor
- Automatikus erősítésszabályozás (AGC)

| Az elem neve                          | Vevőben | Adóban |
| ------------------------------------- | --- | --- |
| Antenna                               | A környezetéből érkező elektromágneses sugárzást elektromos jellé alakítja | A talppontjára kapcsolt vivőfrekvenciás jelet elektromágneses sugárzássá alakítja. |
| Nagyfrekvenciás előerősítő            | Az antennától érkező elektromos jel egy meghatározott frekvenciatartományát erősíti | Az keverőből érkező vivőfrekvenciás jelet erősíti olyan szintre, ami alkalmas egy adóvégfok meghajtására. |
| Buffer erősítő                        | | A helyi oszcillátor jelét erősíti arra a szintre, ami a modulátor meghajtásához szükséges. |
| Helyi (nagyfrekvenciás) oszcillátor   | A középfrekvenciás jel előállításához szükséges helyi frekvencia előállítása | A vivőfrekvenciás jel előállításához szükséges helyi frekvencia előállítása |
| Hangolóegység                         | A rádiókészülék üzemi frekvenciáját változtatja meg külső beavatkozás hatására, a helyi oszcillátor és a nagyfrekvenciás előerősítő(k) hangolt köreinek módosításával. Továbbá ez a szerkezeti elem gondoskodik arról is, hogy az oszcillátor és nagyfrekvenciás előerősítő közötti különbségi frekvencia mindig a középfrekvencia legyen. | A rádiókészülék üzemi frekvenciáját változtatja meg külső beavatkozás hatására, a helyi oszcillátor és a nagyfrekvenciás előerősítő(k) hangolt köreinek módosításával. Továbbá ez a szerkezeti elem gondoskodik arról is, hogy az oszcillátor és nagyfrekvenciás előerősítő közötti különbségi frekvencia mindig a középfrekvencia legyen. |
| Rádiófrekvenciás keverő               | A nagyfrekvenciás előerősítő és a helyi oszcillátor jeléből képez középfrekvenciás jelet. | A középfrekvenciás jelből és a helyi nagyfrekvenciás oszcillátor jeléből képzi a kimenő vivőfrekvenciás jelet. |
| Középfrekvenciás erősítő              | Nagy erősítést végez egy szűk frekvenciatartományban, a KF frekvenciatartományon kívül viszont jelentős csillapítást végez. | Nagy erősítést végez egy szűk frekvenciatartományban, a KF frekvenciatartományon kívül viszont jelentős csillapítást végez. |
| Demodulátor                           | A vivőfrekvenciás jelet átalakítja alapsávi jellé (pl. hangjellé) | |
| Modulátor                             | | Az alapsávi jelből (pl. hangjel) és a helyi oszcillátor jeléből képez modulált jelet. |
| Automatikus erősítésszabályozás (AGC) | Az ingadozó vételi jel kiegyenlítésére szolgáló áramkör. | |
| Hangfrekvenciás erősítő               | A hangjelet erősíti arra a szintre, ami képes megszólaltatni egy fejhallgatót vagy hangszórót. | A mikrofonból érkező jelet erősíti arra a szintre, ami a modulátor meghajtásához szükséges. |

## A szuperheterodin és az SDR rendszer ötvözése
A technológia a ’90-es években alakult ki, elsők között az ICOM amatőr készülékeiben (az IC756PRO-II például 36 kHz-es KF jelet digitalizál a DSP számára). Vétel oldalon a demoduláció, vagy akár az automatikus erősítésszabályozás (AGC) is ebben a fokozatban, digitális műveletként valósul meg, ahol a jelfeldolgozó egység dedikált célhardveren (DSP) kívül lehet általános célú mikroprocesszor is.
Az SDR által digitalizálható antennajel felső határfrekvenciájának korlátot szab a digitalizálást végző áramkör műveleti sebessége.